# Aeromicrobium alkaliterrae
Aeromicrobium alkaliterrae (лат.) — вид неподвижных грамположительных хемоорганотрофных аэробных бактерий из семейства Nocardioidaceae порядка актиномицетов. Типовой штамм KSL-107ᵀ (=KCTC 19073ᵀ=DSM 16824ᵀ) был извлечён из щелочной почвы в Кванчуне, Корея.
Видовой эпитет происходит от лат. alkali — «щелочь», и terrae — «почва».

## Описание
Клетки имеют форму бацилл (0·3—0·5×0·8—1·4 мкм) или кокков. Колонии данных бактерий округлые, выпуклые, гладкие, блестящие, кремового цвета, достигают 1·0—1·5 мм в диаметре после 7 дней культивирования при 25 °С на питательном агар-агаре. Воздушный мицелий не образуется.

## Рост
Рост происходит начиная с 4 °C, при 36 ° C и более особи не растут. Оптимальным начальным значением водородного показателя для роста является 7·0—7·5; рост происходит при начальных значениях водородного показателя 6 * 0 и 11 * 0, но не при начальных значениях водородного показателя 5·5 и 11·5.
Оптимальный рост происходит при отсутствии хлорида натрия; рост не происходит в присутствии менее чем 9 % (w/v) хлорида натрия. Для роста не требуются биотин, тиамин и никотиновая кислота. Рост не происходит в анаэробных условиях на триптиказном соевом агаре и на триптиказном соевом агаре, дополненном нитратом.

## Биохимия
Оксидаза отрицательная. Химические соединения 20, 40, 60 и 80 лет подвергаются гидролизу. Гипоксантин, тирозин и ксантин не гидролизуются. Сероводород и индол не производятся. Реакция Фогеса — Проскауэра отрицательная. Деаминаза аргинина, декарбоксилаза лизина, декарбоксилаза орнитина и дезаминаза триптофана отсутствуют. Используются D-галактоза, D-целлобиоза, янтарная кислота и L-яблочная кислота. D-рибоза, уксусная кислота, бензойная кислота и формиаты не используются. Пептидогликан клеточной стенки содержит LL-DAP как диагностическую диаминовую кислоту. Преобладающим менахиноном является MK-9(H4). Основными жирными кислотами являются C16:0, C16:0 2-OH и 10-метил C18:0. Содержание ДНК G+C составляет 71·5 % моль, что было определено при помощи метода высокоэффективной жидкостной хроматографии.